# Alassane Ouédraogo
Alassane Ouédraogo (Provincia de Sanmatenga, Alto Volta, 7 de septiembre de 1980) es un exfutbolista de Burkina Faso que jugaba en la posición de centrocampista. Es el padre del futbolista Assan Ouédraogo.

## Carrera

### Club
| Periodo   | Club                     | Apariciones | Goles |
| --------- | ------------------------ | ----------- | ----- |
| 1996–2000 | Royal Charleroi SC       | 54          | 4)    |
| 2000–2003 | 1. FC Köln               | 3           | 0     |
| 2001–2003 | → 1. FC Köln II (cedido) | 51          | 10    |
| 2003–2005 | Rot-Weiß Oberhausen      | 60          | 7     |
| 2005–2009 | TuS Koblenz              | 24          | 1     |
| 2010      | Rot-Weiß Essen           | 15          | 0     |
| 2010–2012 | Fortuna Köln             | 24          | 3     |
| 2012–2015 | SpVgg EGC Wirges         | 71          | 16    |
| 2016–2018 | VfB Speldorf             | 58          | 5     |

### Selección nacional
Jugó para Burkina Faso en 31 ocasiones de 1998 a 2007 y anotó cuatro goles; participó en tres ediciones de la Copa Africana de Naciones.

## Logros
- Rhineland Cup (2): 2005, 2009